# Comuna Răducăneni, Iași
Răducăneni (în maghiară Radukanén) este o comună în județul Iași, Moldova, România, formată din satele Bohotin, Isaiia, Răducăneni (reședința) și Roșu.

## Așezare
Comuna este situată în partea de sud-est a județului, pe malurile Bohotinului și pe malul drept al Jijiei. Este străbătută de șoseaua națională DN28, care leagă Iașiul de Chișinău prin punctul de trecere a frontierei de la Albița. Acest drum se intersectează la Bohotin cu șoseaua județeană DJ244F, care o leagă spre nord-est de Grozești, și spre sud-vest de Moșna.
Răducăneni se învecinează la nord cu comuna Costuleni, la vest cu comuna Ciortești, la sud cu comunele Moșna și Gorban, iar la est cu comuna Grozești.

## Demografie
Componența etnică a comunei Răducăneni
     Români (87,84%)
     Alte etnii (1,03%)
     Necunoscută (11,12%)
Componența confesională a comunei Răducăneni
     Ortodocși (62,62%)
     Romano-catolici (25,42%)
     Alte religii (0,55%)
     Necunoscută (11,41%)
Conform recensământului efectuat în 2021, populația comunei Răducăneni se ridică la 6.573 de locuitori, în scădere față de recensământul anterior din 2011, când fuseseră înregistrați 7.200 de locuitori. Majoritatea locuitorilor sunt români (87,84%), iar pentru 11,12% nu se cunoaște apartenența etnică. Din punct de vedere confesional, majoritatea locuitorilor sunt ortodocși (62,62%), cu o minoritate de romano-catolici (25,42%), iar pentru 11,41% nu se cunoaște apartenența confesională.

## Politică și administrație
Comuna Răducăneni este administrată de un primar și un consiliu local compus din 15 consilieri. Primarul, Răducu-Ionuț Balint[*], de la Partidul Social Democrat, este în funcție din 1 noiembrie 2024. Începând cu alegerile locale din 2024, consiliul local are următoarea componență pe partide politice:
|  | Partid                          | Consilieri | Componența Consiliului | Componența Consiliului | Componența Consiliului | Componența Consiliului | Componența Consiliului | Componența Consiliului | Componența Consiliului | Componența Consiliului |
|  | ------------------------------- | ---------- | ---------------------- | ---------------------- | ---------------------- | ---------------------- | ---------------------- | ---------------------- | ---------------------- | ---------------------- |
|  | Partidul Social Democrat        | 8          |                        |                        |                        |                        |                        |                        |                        |                        |
|  | Partidul Național Liberal       | 5          |                        |                        |                        |                        |                        |                        |                        |                        |
|  | Alianța pentru Unirea Românilor | 1          |                        |                        |                        |                        |                        |                        |                        |                        |
|  | Uniunea Salvați România         | 1          |                        |                        |                        |                        |                        |                        |                        |                        |

## Istorie
Componența confesională a comunei Răducăneni (Răducăneni sat și Târgu Răducăneni) la sfârșitul secolului al XIX-lea
     Ortodocși (19,3%)
     Catolici (39%)
     Evrei (41,7%)
La sfârșitul secolului al XIX-lea, comuna făcea parte din plasa Podoleni a județului Fălciu și era formată dintr-un sat și un târgușor, ambele denumite Răducăneni; târgușorul data din 1830, iar satul se înființase la 1806 pe pământurile hatmanului Răducanu Roset, de la care și-a luat numele. Existau în comună o biserică datând din 1826 și o școală. Potrivit lui Radu Rosetti, satul s-a numit inițial Pietros și a luat numele de Răducăneni în 1806 după ce hatmanul Răducanu Roset a adus, cu voia Domniei, un număr de locuitori ceangăi de peste râul Siret. Tot atunci a primit aprobarea domnului pentru a înființa un târgușor.
Populația comunei, cu satele Răducăneni și Târgu Răducăneni, era de 1864 de locuitori, cu 411 familii, din care 778 erau evrei, 727 catolici și 359 ortodocși.
La acea vreme, pe teritoriul actual al comunei mai funcționau în aceeași plasă și comunele Bohotin și Isaia, ambele formate numai din satele respective de reședință, precum și din comuna Bazga, formată din satele Bazga și Roșu. Comuna Bohotin avea 1051 de locuitori, două fabrici de băuturi alcoolice, o școală cu 41 de elevi înființată în 1879 și o biserică construită în 1852. În comuna Isaia trăiau 301 locuitori și se aflau două biserici. Comuna Bazga avea 1064 de locuitori.
Anuarul Socec din 1925 consemnează desființarea comunelor Isaia și Bazga, și alipirea satelor lor la comunele Bohotin, respectiv Răducăneni. Cele două comune făceau parte din plasa Răducăneni, a doua fiind reședința plășii; comuna Bohotin, cu satele Bohotin, Moșna, Gura Bohotin și Isaia, avea o populație de 5200 de locuitori, în vreme ce comuna Răducăneni avea aceeași populație în satele Bazga, Răducăneni-târg și Roșu.
După al Doilea Război Mondial, satul Moșna s-a separat de comuna Bohotin formând o comună de sine stătătoare. Comunele Bohotin și Răducăneni au fost transferate raionului Codăești și apoi (după 1956) raionului Iași din regiunea Iași. În 1968, ele au trecut la județul Iași; comuna Bohotin a fost desființată, satele ei trecând la comuna Răducăneni; satul Bazga a fost tot atunci desființat și el și comasat cu satul Răducăneni.

## Monumente istorice
În comuna Răducăneni se află situl arheologic de interes național de la „Hămeiosul”, aflat la 1 km sud-est de satul Răducăneni, sit în care s-au descoperit așezări din perioada Latène (cultura geto-dacică) și din secolele al XI-lea–al XII-lea (Evul Mediu Timpuriu).
În rest, alte trei obiective din comună sunt incluse în lista monumentelor istorice din județul Iași ca monumente de interes local. Încă unul dintre ele este un alt sit arheologic, aflat „la Cireadă”, la 200 m vest-sud-vest de același sat Răducăneni. Aici s-au găsit așezări din eneolitic (cultura Cucuteni), Epoca Bronzului târziu (cultura Noua), perioada Latène (cultura geto-dacică), secolele al III-lea–al II-lea î.e.n., și secolul al IV-lea e.n. (epoca daco-romană). Celelalte două sunt clasificate ca monumente de arhitectură: biserica „Sfântul Nicolae” (1842–1845) din satul Bohotin, și casa Roset-Catargiu (secolul al XIX-lea) de la Răducăneni.

## Sport
În Răducăneni își desfășoară activitatea și clubul de fotbal AS Astra Răducăneni.

## Viața religioasă

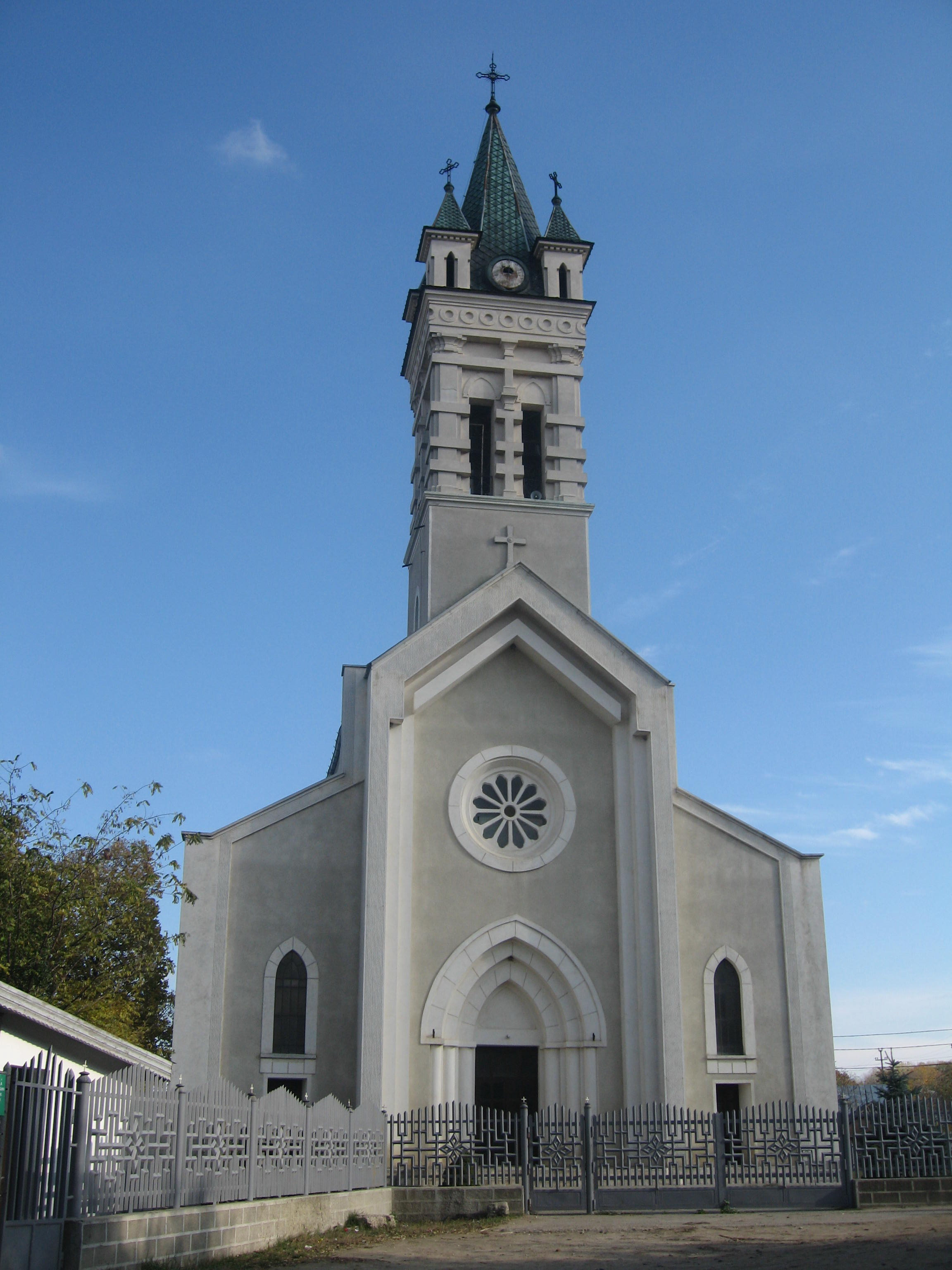

Biserica „Sfinții Apostoli Petru și Paul” din Răducăneni este o biserică romano-catolică construită în perioada 1914–1931 în satul Răducăneni (județul Iași), aflat la o distanță de 36 km de orașul Iași. Ea se află situată pe strada Principală nr. 1353.